# 飛鳥山公園 (江別市)
飛鳥山公園（あすかやまこうえん）は北海道江別市緑町西2丁目11に所在する公園。飛烏山公園とも表記される。
園内にある丘「飛鳥山（飛烏山）」の標高は17.5メートルであり、日本で15番目、北海道では4番目の低山である。野幌丘陵を除くと平坦な範囲の広い江別市において数少ない「山」と呼ばれる場所であり、市民のさまざまな気晴らし場となってきた。

## 歴史
1889年（明治22年）、丘の上に飛鳥山神社が創建される。この社は1893年（明治26年）、萩ヶ丘に遷移して江別神社となった。
1915年（大正4年）3月、名越源五郎村長あてに、光雲寺住職の北川実現、江別兵村の矢沢染三、藤倉祝八の3名連署による「飛鳥山公園起業方法書」が提出される。そこに記載された計画には、三十三観音像の建立、遊歩道や休憩所の設置、サクラの植樹が盛り込まれていたほか、5年以内に競馬場を設けたいという展望も含まれていた。
1916年（大正5年）、園内に競馬場が造られる。1928年（昭和3年）には公認の地方競馬場となって賑わったが、元江別に移転した後の1938年（昭和13年）、戦争のため競馬は中止となった。
1945年（昭和20年）5月、元江別連合警防部長の石井巌が江別町長に願書を出し、飛鳥山に防空壕を構築する旨を訴える。防空壕は実際に造られ、その過程で三十三観音像は光雲寺の境内に移された。

## ギャラリー

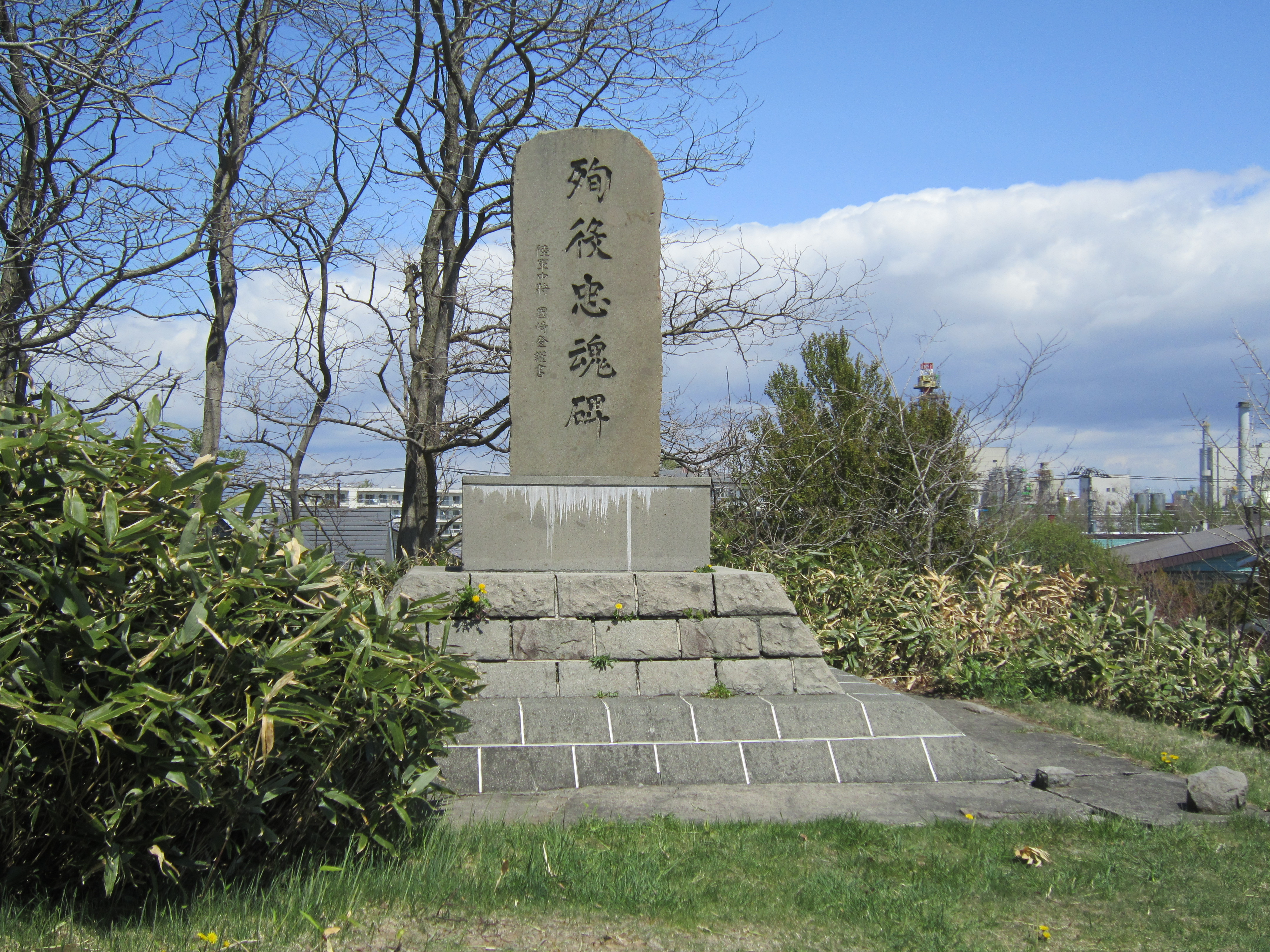
殉没忠魂碑
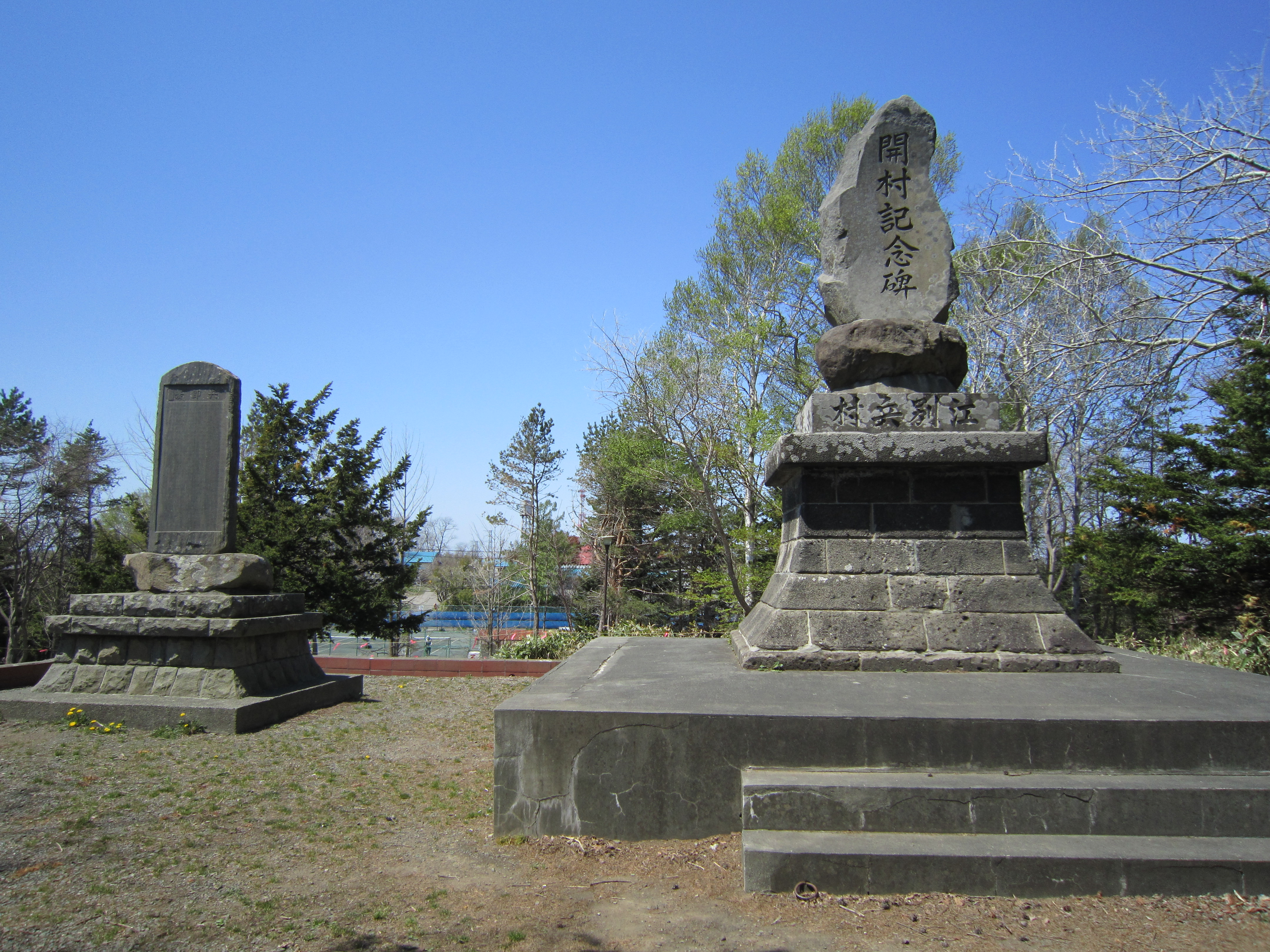
江別兵村開村記念碑
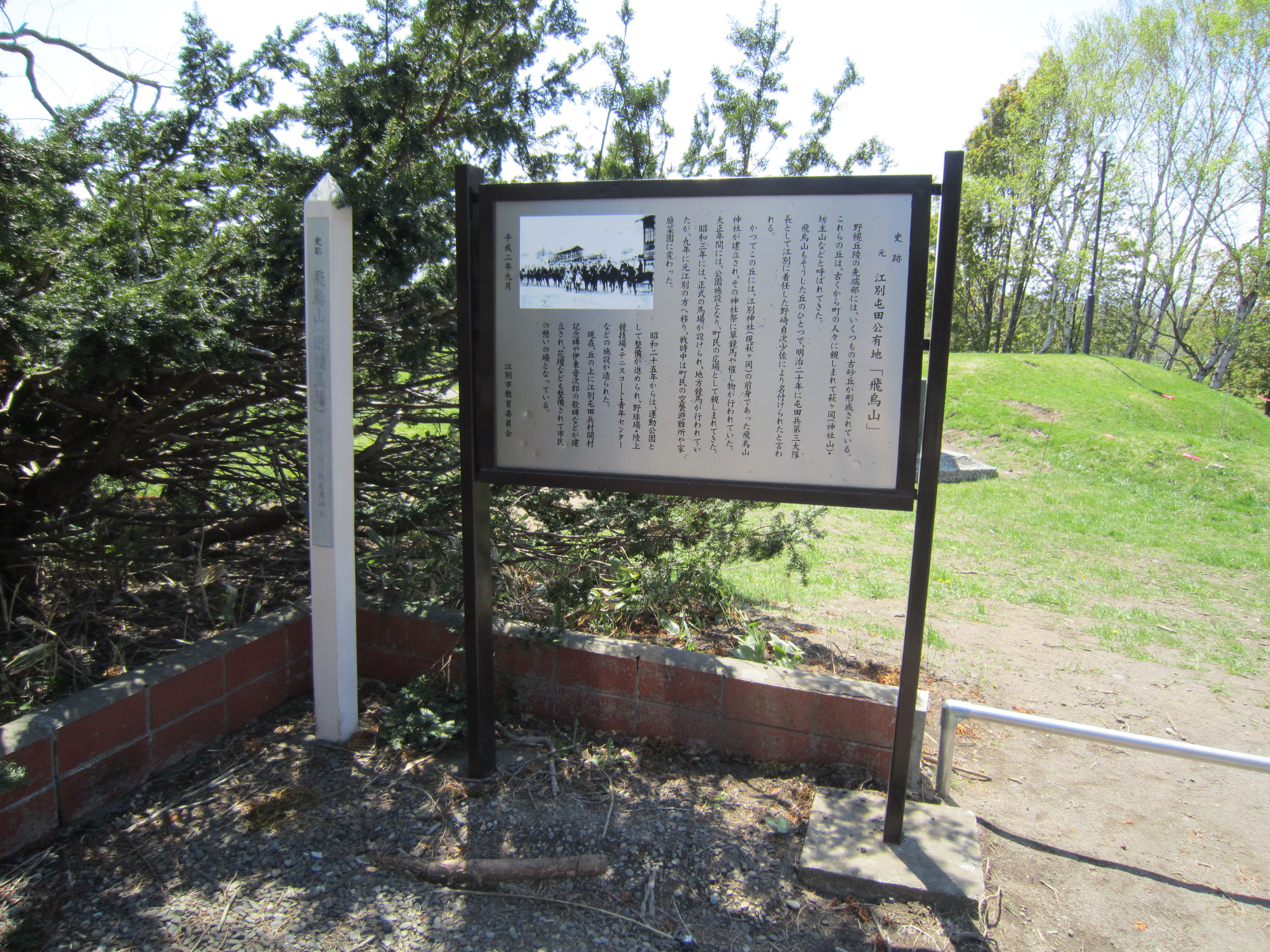
史跡 競馬場跡 標柱
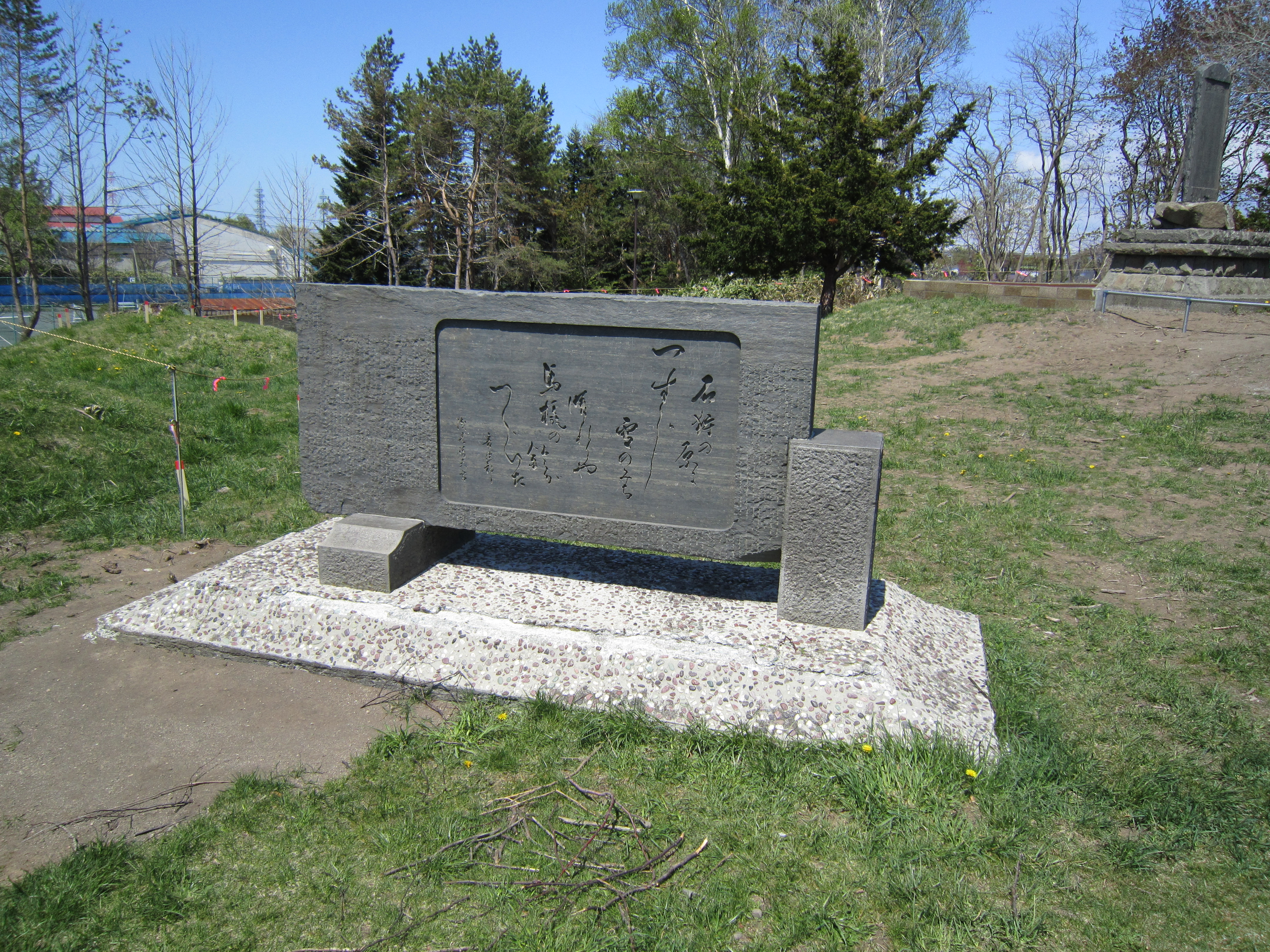
伊藤音二郎 歌碑